# Геллі і Нок
«Геллі і Нок» — український художній фільм 1995 року режисера Вадима Іллєнко за мотивами оповідання Олександра Гріна «Сто верст по річці», знятий на кіностудії імені Олександра Довженка сумісно з кіностудією «Ялта фільм».

## Сюжет
Молода і незаймана Геллі випадково опиняється в одному човні з каторжанином Ноком, вони кілька днів пливуть річкою до моря...

## У ролях
- Олена Іллєнко — Геллі
- Андрейс Жагарс — Нок
- Богдан Ступка — Гутан
- Світлана Усатюк — Дезі
- Євген Паперний — капітан «Кристини»
- Володя Бондарєв — юнга
- Юрій Євсюков — рибалка
- Юрій Рибальченко — капрал
- Юрій Критенко — капітан пароплава
- Юрій Рудченко — боцман
- Володимир Шпудейко — матрос; постановник танцю та виконавець
- Артур Лі, Георгій Поволоцький — матроси
- В епізодах: В. Агєєнков, А. Беліна, С. Бойчук, В. Боженко, Н. Боклан, А. Борисов, Р. Бєлий, А. Герєлєс, І. Галігуза, Борис Георгієвський, А. Гончар, Микола Гудзь, В. Грещенко, Георгій Дворников, В. Демиденко, І. Дєнєжкін, А. Дубович, Борис Зеленецький, Н. Іллєнко, О. Катуніна, Т. Карчава, Н. Ківлюк, Ірина Кихтьова, Анатолій Пашнін та ін.

## Творча група
- Автори сценарію: Вадим Іллєнко, Олександр Грін, Емілія Іллєнко
- Режисер-постановник: Вадим Іллєнко
- Оператори-постановники: Вадим Іллєнко, Володимир Беспальчий
- Художник-постановник: Інна Биченкова
- Режисер: Алла Кудімова
- Композитор: Володимир Гронський
- У фільмі використано неаполітанську пісню Ернесто Тальяферрі
- Звукооператор: Сергій Вачі
- Режисер монтажу: Світлана Кулик
- Художник по гриму: Тетяна Татаренко
- Комбіновані зйомки: оператор — Валерій Осадчий, художник — Михайло Полунін
- Асистенти режисера: Михайло Іллєнко, А. Святненко, В. Береза
- Асистенти оператора: М. Чеблін, Б. Серьожкін, Віктор Левчук
- Редактор: Олександр Шевченко
- Директори картини: Володимир Князєв, Вадим Драпей